# UPQ
株式会社UPQ（アップ・キュー） は、日本で家電製品等を企画・販売するベンチャー企業である。2015年に設立した。2021年1月1日に株式会社Cerevoに吸収合併される形で消滅。

「生活にアクセントと遊び心を」をコンセプトに、使い勝手や見た目の満足度を重視して商品を企画し、大手メーカーと競合しない「嗜好品」としての家電を追求している。

商品企画・販売・サポートのみを自社で行っている。設立から2019年1月までは、UPQを主体に設計や生産管理はCerevoが支援し、中国などの受託製造企業へ製造を委託していた。同月以降は量産設計・製造品質管理・品質管理をCerevoへ委託している。

従業員数は非公開としている。正社員の人数については、設立時点から2019年4月時点まで1名（中澤優子CEO）だけである。ただし、2015年9月時点でスタッフは2名、2016年3月時点でインターン生も含めスタッフは5名に増えたなどと公表しており、非正規雇用の人数には変動がある。

自社製品第一弾をわずか2ヶ月で企画し、17種類24製品を一度にリリースした事で注目を集めた。

## 沿革
- 2015年7月 - 株式会社UPQ設立
- 2015年8月 - 1stシーズン製品（24製品）を発表。コンセプトカラーは「blue x green」
- 2016年2月 - 2ndシーズン製品（19製品）を発表。コンセプトカラーは「navy & red」[18]
- 2017年8月 - VR向け専用大型チェアを開発し、「コニカミノルタVirtuaLink」に導入された[19]。
- 2019年1月 - 卓上フードスモーカー「REIKUN-Dome」を発表し、クラウドファンディングで支援を募った[20][21]。1500万円を目標金額に、目標未達では製品化されず返金となるオールオアナッシング形式で実施したが、支援総額5,671,360円と目標未達だったため、同年3月31日でプロジェクトは終了した[22]。
- 2020年11月 - Cerevoに合併、権利義務全部を承継して解散することを公告した[23]。
- 2021年1月1日 - Cerevoへの吸収合併により消滅[2][3]。

## 主な製品群
家電製品がメインであるが、電動バイクやバッグなどの家電以外の製品も取り扱う。
- UPQ Bag - モバイルバッテリー内蔵リュック、スーツケースなど
- UPQ BIKE - 電動バイク
- UPQ Phone - スマートフォン
- Q-camera - ウェアラブルカメラ、スマホ用自撮り棒など
- Q-display - ディスプレイ、デジタルサイネージなど
- Q-gadget - キーボード、USBケーブルなど
- Q-home - スマート電球、椅子など
- Q-music - スピーカー、イヤホン、ヘッドフォンなど

## 不祥事
UPQは「お騒がせ常連企業」と称されてしまうほど、製品品質や製品カタログと実際の製品の違い、その後の対応が話題になることが多かった。

### スマートフォン「UPQ Phone A01」の技適未取得問題
2015年9月24日、スマートフォン「UPQ Phone A01」の初回出荷を受け取ったユーザから、箱や本体に記載の技術基準適合認定の番号ではデータ伝送用設備としての認証のみなので音声通話用としての認定を受けていないのではないかと指摘の声が上がった。
2015年9月25日、UPQは、認定は取得しているものの添付したラベルの記述に誤りがあったとして全数の回収を発表した。
しかし同日、総務省総合通信基盤局から「電気通信事業法及び電波法に関する認証が未発行である」と指摘を受ける。
同日、UPQは指摘を認め、技術基準適合認定および技術基準適合証明の認証未取得の状態で出荷したとして改めて全数の回収と販売の停止を発表した。
その後、2015年9月30日に設計認証を取得し、2015年10月2日より販売再開している。

### スマートフォン「UPQ Phone A01」のCPUクロック誤記問題
スマートフォン「UPQ Phone A01」はCPUとして「MediaTek MT6735 クアッドコア 1.5GHz」を搭載しているとカタログ等に記載していたが、2015年9月下旬の発売直後から、MT6735は1.3GHzではないのか、ハードウェア情報表示アプリでは動作周波数が1.3GHzと表示されるとの指摘の声が上がった。
2015年10月6日、スマートフォン「UPQ Phone A01」のCPUクロックが、カタログ等に記載の1.5GHzではなく1.3GHzだったことを公表。希望者には返品・返金を受け付けるとした。なお、2016年8月に返品・返金の受付を終了した。

### スマートフォン「UPQ Phone A01X」のバッテリー発火問題
- 2016年9月22日に沖縄県でスマートフォン「UPQ Phone A01X」を充電中に火災となる事故が発生した[39]ことを消費者庁が公表した[40][41]。しかしこの件について株式会社UPQからは告知やコメントも発表されず[42]、回収等もされなかった。
- 2016年10月2日に埼玉県でも同様に充電中に棚が焦げる事故が発生した[43]ことを消費者庁が公表した。このときも株式会社UPQからはとくに発表されなかった。
- 2017年3月28日に沖縄県で再び充電中に火災となる事故が発生した[44]ことを消費者庁が公表した。またこの事故について消費者庁へ重大製品事故との報告が遅れたため、株式会社UPQを厳重注意処分とした[45]。このときも株式会社UPQからはとくに発表されなかったが、のちにUPQは遅れた理由を、送信先メールアドレスを誤ってしまったためと説明している[46]。
- 2017年4月8日に東京都でもスマートフォンが発熱し周辺を焼損する事故が発生[47]。このときも株式会社UPQからはとくに発表されなかった。
- 2017年5月9日、スマートフォン「UPQ Phone A01X」を充電中、バッテリーが発火し焼損する事故が2016年～2017年に計4件発生していたことを公表した[48][49]。しかし、該当バッテリーの回収等は5月下旬に案内するとして公表時点では行なわなかった。
- 2017年5月16日に沖縄県でスマートフォンの発熱で周囲が焦げる事故が発生した[50]ことを消費者庁が公表した。このときも株式会社UPQからはとくに発表されなかった。
- 2017年5月25日に千葉県でも充電中に周辺を焼損する事故が発生した[51]ことを消費者庁が公表した。このときも株式会社UPQからはとくに発表されなかった。
- 2017年5月25日、スマートフォン「UPQ Phone A01X」のバッテリーにまつわる問題に対して、充電速度を遅くしてバッテリの過熱を抑える対策ファームウェアを配信開始した[52]。該当バッテリーの回収については6月中に告知するとして発表時点では行わなかった。
- 2017年6月26日、スマートフォン「UPQ Phone A01X」のバッテリー回収は7月に実施すると発表し[53]、再び先送りした。
- 2017年7月24日、スマートフォン「UPQ Phone A01X」のバッテリー交換・自主回収を開始した[54][55]。対象は、UPQ Phone A01Xに付属したバッテリー6,059台のみで、予備バッテリーとして単品で購入したものやUPQ Phone A01に付属のバッテリーは同一型番でも対象外である。なお、回収するバッテリーの1800mAhに対し、対策済みの交換後バッテリーは1650mAhと容量が10%程度減っている[56]。
- 2017年11月1日に千葉県で充電中に火災が発生する事故が再び発生した[57][58]ことを消費者庁が公表した。しかしこのときも株式会社UPQからはとくに発表されなかった。前述の回収対象のものだったかなどの情報も公表されていない。
- 2017年11月20日時点でバッテリー自主回収の回収率は37.3%であることを消費者庁が発表した[58]。
- 2017年11月末日現在、バッテリー自主回収の回収率は約58%であることを公表した[59]。
- 2019年1月、バッテリーの回収率は50～60%から伸び悩んでいることを公表した[60]。
- 吸収合併により2021年1月からはCerevoが窓口へと変更された。
- 2021年2月24日に愛知県で充電中に周辺を焼損する事故が発生したことを消費者庁が公表した[61][62]。リコール事象によるものかどうかは不明としている。
- 2021年3月11日現在、バッテリー自主回収の回収率は約61.7%であることを消費者庁が発表した[63]。
- 2021年4月より交換対応を終了し、自主回収のみになった[64]。

### Q-Displayのリフレッシュレート誤記問題
UPQは2015年10月より「4K/60p、120Hz駆動 HDCP2.2対応の50インチ 4Kディスプレイ」として、Q-display 4K50を販売を開始した。2016年8月には「大好評機種 4K50の後継機モデル 4K/60p、120Hz駆動 HDCP2.2対応の50インチ 4Kディスプレイ」としてQ-display 4K50Xを販売開始した。さらに2016年11月には「4K/60p、HDCP2.2対応 65インチ 4Kディスプレイ」二子玉川 蔦屋家電限定モデルとして「Q-display 4K65 Limited model 2016/17」を販売開始した。また、これらはDMM.comへODM供給され「DMM.make DISPLAY」としても販売された。
DMM.comから販売されたことで注目も集め、ニュースやブログでレビューが掲載されるようになった中で、「Webサイト上で「120Hz倍速駆動」「補間フレーム挿入機能がある」という風に説明されているのだが、(中略)テストの範囲では、そうした機能が働いている形跡が見当たらなかった。」などとの指摘が出てきた。
2017年4月、UPQは、これらが120Hzに対応しておらず60Hzであることを公表した。UPQは希望者に2,000円のギフト券をキャッシュバックすることとした。なお、同ディスプレイのODM供給を受けているDMM.comの「DMM.make DISPLAY」も同様の誤りを公表したが、こちらは返品・返金を受け付けており、対応に差があることに対してユーザーからは不満や批判の声もある。UPQは「保障内容は消費者庁に相談しご指南いただき、それをもとに決定しているので事例に合った対応である」と表明しているが、消費者庁は、そのような具体的な指導はしていないと回答しており、矛盾が発生している。また、UPQは「正直なところ、UPQには（返品を受けても）置く場所がありません。大きなモニターなので返品していただくにしてもコストがかかり、その面でも厳しいのが現状です」とも回答している。
また、UPQは2017年3月10日に誤表記に気づいたとしているが、2016年11月に発表したQ-display 4K65ではそれまでのキャッチフレーズから120Hzの文字のみを取り除いているので、この時点ですでに認識していたのではないかとの指摘もある。

### スマート電球「Q-home BB01」の操作アプリ
2015年8月、スマート電球「Q-home BB01」をiOS/Androidから操作ができるとして販売したが、iOS用アプリが存在しないため、iOSからは操作できないことを公表。希望者には返品・返金を受け付けるとした。
2015年12月、iOS用アプリがリリースされ、iOSからも操作できるようになったため、問題は解消された。

### アクションカメラ「Q-camera ACX1」のバッテリー容量
2015年12月23日、アクションカメラ「Q-camera ACX1」のバッテリー容量が、カタログ上は900mAhと記載されているが分解すると700mAhのものが入っていたと竹内祐一郎や釣りキチ祐一郎と名乗る人物が複数のサイトに書き込んだ。
この件について株式会社UPQのウェブサイト上などではコメントは発表されていない。